# Huệ Cung vương
Huệ Cung Vương (756–780) (trị vì 765–780) là quốc vương thứ 36 của vương quốc Tân La trong lịch sử Triều Tiên. Ông là con trai của
Cảnh Đức Vương và Mãn Nguyệt phu nhân họ Kim. Huệ Cung Vương là hậu duệ theo dòng nam cuối cùng của Vũ Liệt Vương còn nắm giữ ngai vàng. Do đó, thời gian ông cai trị cũng thường được đánh giá là những năm cuối của trung kỳ vương quốc Tân La.
Tên húy của ông là Kim Can Vận (金乾運, 김건운). Ông lên ngôi vua năm 8 tuổi và đã không thích nghi tốt với vai trò này.
Vua Bột Hải Văn Vương của vương quốc Bột Hải củng cố quan hệ với Tân La, thế lực đã thống nhất bán đảo Triều Tiên phía nam Bột Hải. Khi đó, Tân La đạo (Sillado), con đường giao thương buôn bán giữa Bột Hải với Tân La đã được thiết lập. Con đường thương mại của Tân La bắt đầu tại Đông Kinh nằm ở trung tâm tỉnh Yongwon của vương quốc Bột Hải, đi xuống dọc theo bờ biển qua tỉnh Hamgyong ngày nay. Tuyến đường này cũng đi qua Nam Kinh của vương quốc Bột Hải, được thành lập với mục đích tiến hành thương mại giữa vương quốc Bột Hải với Tân La. Kể từ những năm 1980, một số lượng lớn các địa điểm khảo cổ liên quan đến Bột Hải đã được khai quật ở Bắc Triều Tiên; trong số những địa điểm đó, thành trì tại Bukcheong và địa điểm tu viện tại Omae-ri ở thành phố Sinpo là những địa phương tham gia vào hoạt động thương mại giữa Bột Hải và Tân La. Con đường dẫn từ Pukchong - Nam Kinh của vương quốc Bột Hải, dọc theo bờ biển đến sông Yonghung; bên kia sông là quận Chonjeong (Jeonjeong) của Tân La.
Theo Tam quốc sử ký, Huệ Cung Vương giống như một thanh niên có đời sống phóng đãng khiến vương cung ở trong tình trạng lộn xộn. Ông phải đối mặt với các cuộc nổi loạn do các đại thần cấp cao lãnh đạo vào các năm 768, 770 và 775. Đối mặt với một cuộc nổi loạn khác vào năm 780 của y xan Kim Chí Trinh (金志貞, 김지정), Huệ Cung Vương đã phái thượng đại đẳng Kim Lương Tướng đi trấn áp.
Tuy nhiên, quân nổi loạn đã tấn công vương cung và giết chết quốc vương Huệ Cung Vương cùng vương hậu cùng năm 780. Kim Lương Tướng, người là hậu duệ đời thứ 11 của Nại Vật ni sư kim, sau đó đã đoạt lấy ngai vàng và trở thành vua Tân La Tuyên Đức Vương.
Việc Huệ Cung Vương bị sát hại đã chấm dứt nhánh thừa kế của Tân La Vũ Liệt Vương (tức Kim Xuân Thu), người đặt nền móng cho việc thống nhất bán đảo Triều Tiên. Sự băng hà của Huệ Cung Vương làm bùng lên một cuộc chiến nội bộ rộng khắp trong số các gia đình quý tộc cấp cao của vương quốc Tân La. Với cái chết của Huệ Cung Vương, trong những năm còn lại của Tân La, quân vương đã bị mất nhiều quyền lực về tay các gia đình quý tộc hùng mạnh.